# Erivelto
Erivelto, punog imena Erivelto Alixandrino da Silva, (Guarulhos, 7. travnja 1982. - ) umirovljeni je brazilski nogometaš, po poziciji napadač.

## Karijera
U klupskoj sezoni 2004./05. igrao je za češki klub SFC Opava u Prvoj češkoj nogometnoj ligi. Nakon dvije godine bez angažmana, igrao je za srijemski klub FK Srem tijekom proljetnog dijela sezone 2006./07. Prve srpske nogometene lige. Na kraju sezone FK Srem je završio na 14. mjestu od 20 klubova s 48 bodova.
Igrao je i za azerbajdžanskog prvoligaša Gabala SC, za kojeg je u sezoni 2007./08. ostvario dva nastupa, ali bez pogodaka. Gabala je na kraju sezone završila ukupno na 6. mjestu Azerbajdžanske Premier lige s osvojenih 36 bodova u 26 utakmica.
U rujnu 2010. potpisao je ugovor s brazilskim niželigašem Brasiliense Futebol Clube do svibnja 2011., prije prebacivanja u Trindade. U siječnju 2012. potpisao je za Fluminense, ali je već nakon dva mjeseca otišao igrati za Botafogo-PB Od siječnja do ožujka 2013. je igrao za América-TO, nakon čega je prekinuo profeionalnu nogometnu karijeru radi dobivanja posla u gradskoj administraciji svoga rodnoga grada Guarulhosa.